# سعيد بن قاسم بن يحيى الخالدي المالكي

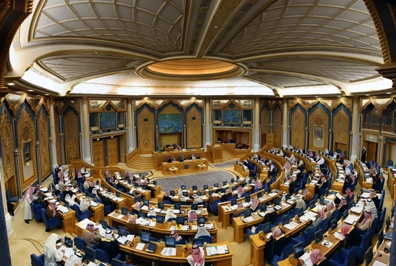
قصر اليمامة في الرياض

سعيد بن قاسم بن يحيى الخالدي المالكي هو أكاديمي سعودي وعضو في مجلس الشورى السعودي منذ ديسمبر 2016. وهو أستاذ دكتور (بروفيسور) في كلية إدارة الأعمال، بجامعة الملك خالد، في مدينة أبها، بالمملكة العربية السعودية.
له العديد من الإسهامات العلمية والبحثية المنشورة باللغتين العربية والإنجليزية في مجالات اهتماماته البحثية.

## مؤهلاته العلمية
- درجة الدكتوراه في نظام المعلومات، 2006، من كلية علوم الحاسب الآلي بجامعة إيست أنجليا، نورتش، بريطانيا.
- ماجستير علوم في علم الحاسوب سنة 2001، من كلية علوم الحاسب الآلي بجامعة إيست أنجليا.
- الدبلوما العالية الجامعية في علوم الحاسب الآلي، 2000م كلية علوم الحاسب الآلي، جامعة إيست أنجليا (University of East Anglia) - نورج – بريطانيا.
- اللغة الإنجليزية في معهد بل (Bell Language School) للغة الإنجليزية، نورتش، بريطانيا، ولمدة سنتين (1998- 1999).
- البكالوريوس، من كلية اللغة العربية والعلوم الاجتماعية والإدارية، فرع جامعة الإمام محمد بن سعود الإسلامية، عام 1995.
- اللغات: إجادة اللغة العربية والإنجليزية تحدثاً وكتابة.

## الحياة العملية
- عضو مجلس الشورى اعتباراً من ديسمبر 2016.
- أستاذ مشارك في قسم نظم المعلومات الإدارية، كلية العلوم الإدارية والمالية، جامعة الملك خالد.
- أستاذ مساعد في قسم نظم المعلومات الإدارية، كلية العلوم الإدارية والمالية، جامعة الملك خالد.
- عميد عمادة شؤون المكتبات بجامعة الملك خالد.
- وكيل كلية علوم الحاسب الآلي ونظم المعلومات، جامعة جازان.
- رئيس اللجنة الدائمة الفنية لتقنية المعلومات بجامعة جازان.
- وكيل عمادة شؤون المكتبات بجامعة الملك خالد.
- مدير مركز البحوث بكلية اللغة العربية والعلوم الاجتماعية والإدارية سابقا، كلية العلوم الإنسانية حاليا.

## جوائز وتشريفات
- منحة تعليمية من وزارة التعليم العالي، جامعة الإمام محمد بن سعود الإسلامية، وجامعة الملك خالد، لدراسة اللغة الإنجليزية ودرجتي الماجستير والدكتوراه في نظم المعلومات في المملكة المتحدة، 1998.
- جائزة التميز الدراسي من مكتب الملحقية الثقافية في لندن، المملكة المتحدة، 2003.